# ヘンプステッド支線
ヘンプステッド支線（英: Hempstead Branch）とは、アメリカ合衆国ニューヨーク州にあるロングアイランド鉄道 (LIRR) が所有・運行する電化された鉄道路線およびサービスである。この支線はクイーンズビレッジ駅のすぐ西にある本線のクイーンズ信号扱所 (Queens Interlocking)を起点とし、ベルローズからフローラル・パークまで本線と並走、その後フローラルパークで南方に分岐しガーデンシティを経由してヘンプステッド・クロッシングへ向けて東進する。そこで南に方向転換し最後の2駅（カントリー・ライフ・プレス駅とヘンプステッド駅）へ向けて進む。LIRRの地図や時刻表は本線を通りジャマイカへ向けてさらに西に進むヘンプステッド支線のサービスを記している。（言い換えれば、クイーンズ・ビレッジとホリスは実際には本線にあるが、それらに停車する列車のみがヘンプステッド支線を行き来する。）その路線はガーデンシティ駅のすぐ東まで複線であるが、ヘンプステッド駅から1.4マイルのガーデン信号扱所 (Garden Interlocking)で単線となる。

## 歴史
当初のLIRRのヘンプステッド支線はミネオラから南進しヘンプステッドにある現在の終点のすぐ西で終了していた。それは1839年7月4日にLIRRの最初の支線として開業した。
ロング・アイランド・セントラル鉄道はフラッシングからヘンプステッド・クロッシングへ向けて東方向へ、ヘンプステッドへ向けて南方向へ1873年1月8日に開業した。ヘンプステッド・クロッシングから東の本線はその後の同年5月26日に開業した。セントラル鉄道の後継のフラッシング・ノース・ショア・アンド・セントラル鉄道は1876年5月3日にLIRRに運行業務を請け負われ、その後同年6月にはヘンプステッド・クロッシングに接続点が建設され、ミネオラからの列車が以前のセントラル鉄道のヘンプステッド支線を使用することが可能となった。当初のLIRRのヘンプステッド支線はヘンプステッド・クロッシングの南側が廃止された。

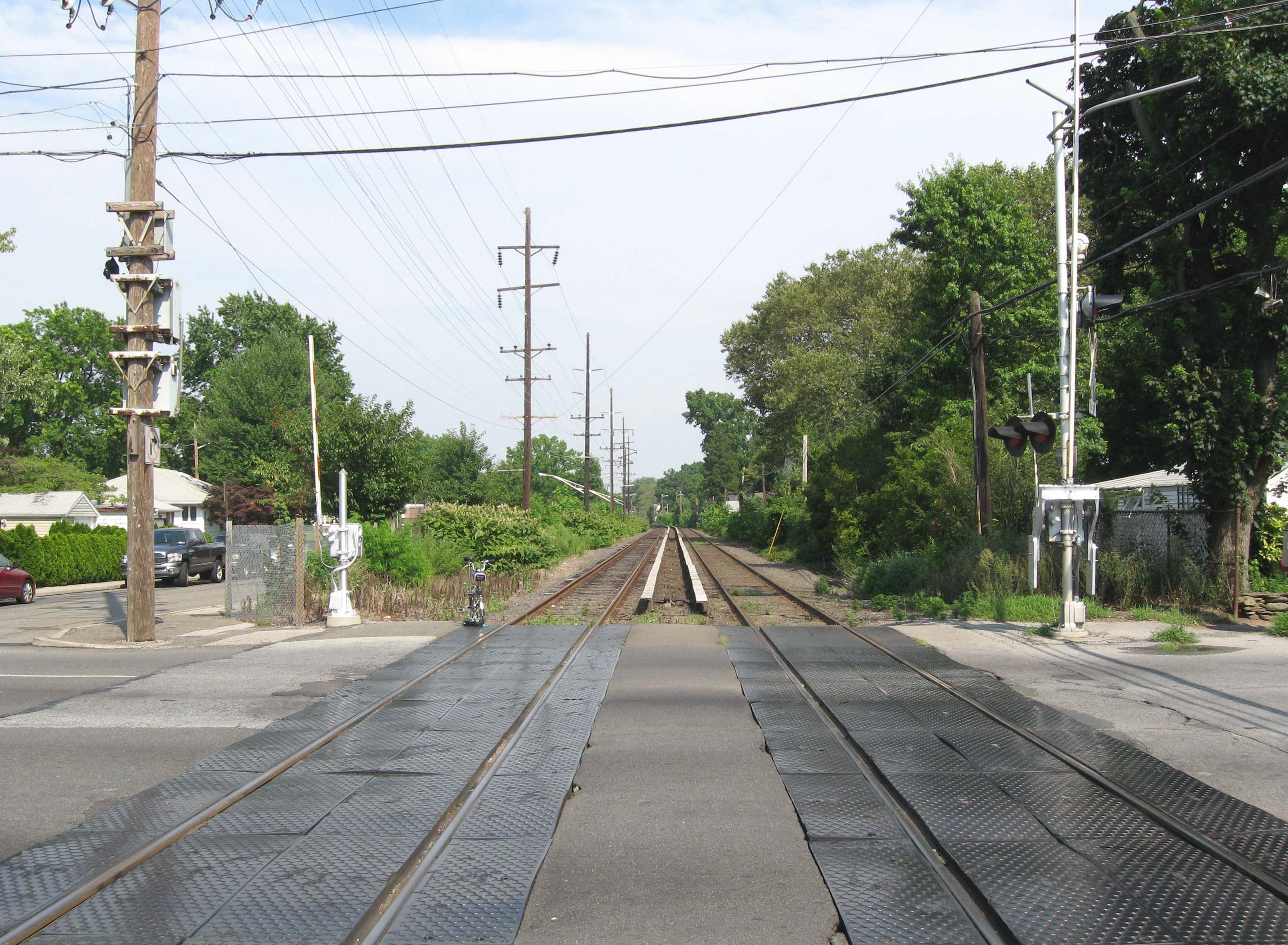
コバート・アベニューの踏切

ヘンプステッドを通る旧セントラル鉄道の本線はLIRRによりセントラルと命名されたが、旧ヘンプステッド・クロッシングの南のLIRRの本線にあるミネオラからヘンプステッドへの路線はヘンプステッド支線となった。ニューヨーク・ベイ・エクステンション鉄道は1893年に現在のウェスト・ヘンプステッド支線を開業し、新線とより良く接続するためのヘンプステッド・クロッシングから南にあるメドウ・ストリートまでのヘンプステッド支線の再編をもたらした。
クイーンズ・ビレッジから東へは本線とセントラル支線を通って、南へはヘンプステッド支線を通ってヘンプステッドへ行く現在のヘンプステッド支線の経路は、1908年5月26日年に電化された。ミネオラまで北へ伸びていた当時のヘンプステッド支線は、ウェスト・ヘンプステッド支線とともに1926年10月20日に電化された。ヘンプステッド・クロッシングから北の路線は1935年9月14日に旅客営業を終了し、1965年に貨物営業を終了した。フローラル・パークのパーク信号扱所 (Park Interlocking) は1960年ごろの平面交差解消計画で取り除かれた。それ以来ヘンプステッド支線の列車はクイーンズ・ビレッジで本線を離れフローラル・パークまで本線の隣を走り続けている。

## 駅一覧
| 駅名/所在地                                                                                                   | 駅のリンク | ペン・ステーションからの距離（マイル） | 接続/備考 |
| --- | ---------- | -------------------------------------- | --- |
| ジャマイカやそれより西の地点へ続くサービスは、シティターミナルゾーンを参照                                    |            |                                        | |
| ユニオン・ホール・ストリート ジャマイカ・ニューヨーク市立大学ヨーク校のユニオン・ホール・ストリート           |            |                                        | 1976年閉鎖 |
| ヒルサイド ジャマイカ                                                                                         |            |                                        | 1966年閉鎖 |
| ヒルサイド車両基地                                                                                            |            |                                        | 従業員専用駅 |
| ホリス 、193丁目とウッドハル・アベニューの交差点                                                              |            | 13.5                                   | バス（ニューヨーク市バス）:Q2、Q3 |
| ベルエア |            |                                        | 過去名インターステート・パーク 1900年 — 1907年 1972年閉鎖 |
| クイーンズ・ビレッジ 、スプリングフィールド・ブルバードとアンボイ・レーンの交差点                             |            | 15.1                                   | バス（ニューヨーク市バス）:Q1、Q27、Q36、Q83 （深夜のみ）、Q88 バス（ナッソー・インターカウンティ・エクスプレス）: n24                                                                    |
| ベルモントパーク支線が分岐                                                                                    |            |                                        | |
| ニューヨーク市とナッソー郡の境界                                                                              |            |                                        | |
| 本線が分岐 |            |                                        | |
| ベルローズ 、コモンウェルス・ブルバードとスーペリア・ロードの交差点                                           |            | 16.2                                   | |
| フローラル・パーク 、チューリップ・アベニューとアトランティック・アベニューの交差点                           |            | 16.8                                   | LIRR: オイスターベイ支線およびポートジェファーソン支線 |
| スチュアート・マナー ガーデンシティ、ニューハイドパーク・ロードとマナー・ロードの交差点                       |            | 18.2                                   | バス（ナッソー・インターカウンティ・エクスプレス）: n25 |
| ナッソー・ブルバード ガーデンシティ、ナッソー・ブルバードとサウス・アベニューの交差点                         |            | 19.2                                   | |
| ガーデンシティ 、7丁目のうちヒルトン・アベニューとカテドラル・アベニューに挟まれた区間                        |            | 20.3                                   | バス（ナッソー・インターカウンティ・エクスプレス）: n40、n41 |
| ガーデンシティ-ミッチェル・フィールド・セカンダリーが分岐                                                     |            |                                        | |
| カントリー・ライフ・プレス ガーデンシティ、ダムソン・ストリートとセントジェームス・ストリート・サウスの交差点 |            | 20.9                                   | |
| ヘンプステッド 、ウェスト・コロンビア・ストリート、メイン・ストリートとフルトン・アベニューの交差点の東       |            | 21.7                                   | バス（ナッソー・インターカウンティ・エクスプレス）（ヘンプステッド・トランジット・センターにて）: n6、n15、n16、n27、n31、n32、n35、n40、n41、n46、n47、n48、n49、n54、n55、n70、n71、n72 |